# Pokład (geologia)

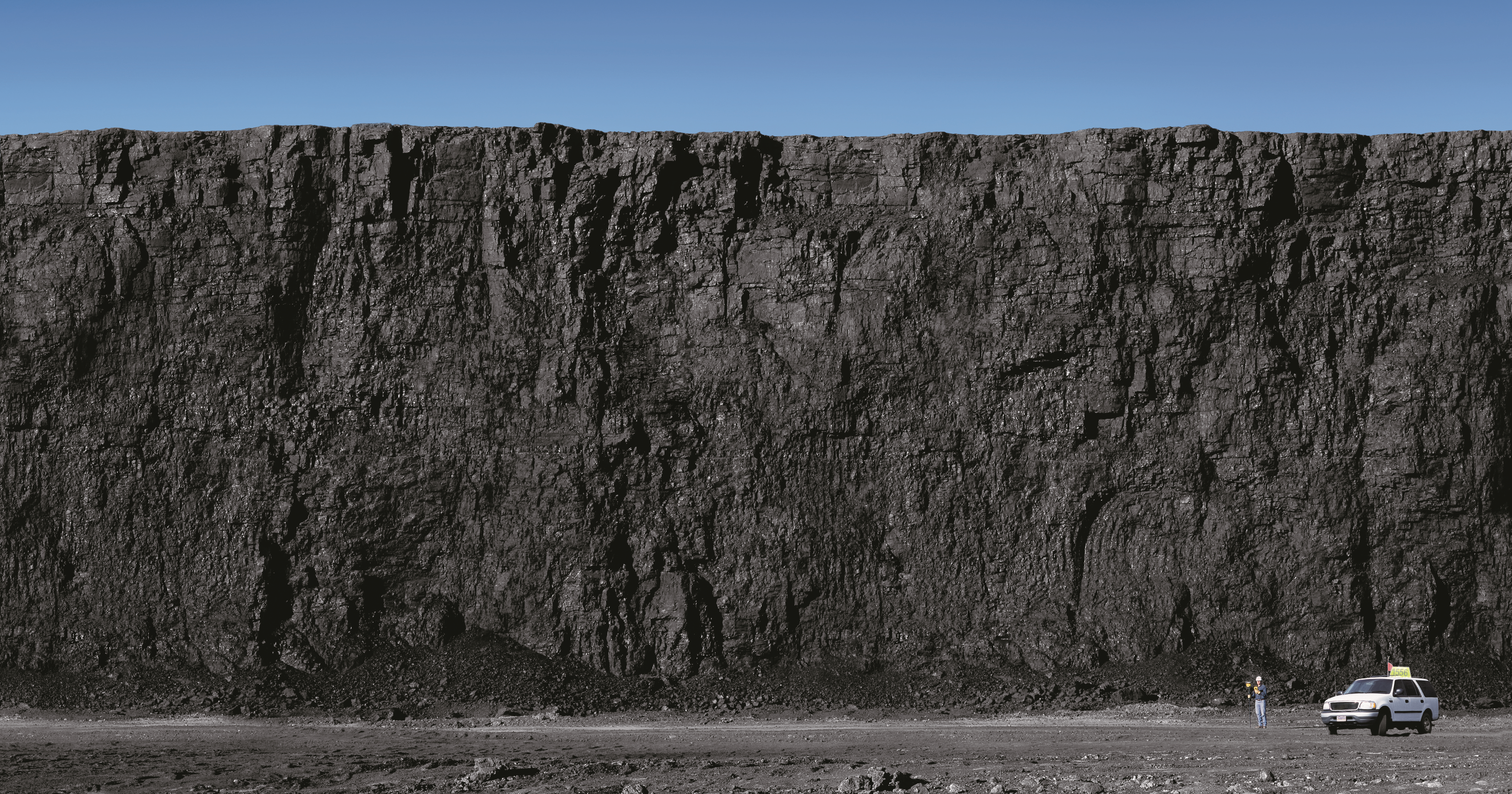
Ponad 20-metrowy pokład węgla w kopalni North Antelope Rochelle, USA

Pokład – w geologii jest to złoże mające formę warstwy, zalegające na dużej przestrzeni i ograniczone dwiema mniej więcej równoległymi warstwami (górna to strop, dolna to spąg). Pokłady są charakterystyczne dla skał osadowych. W formie pokładów występują najczęściej węgiel kamienny, węgiel brunatny, siarka, sole potasowe itd. Złoża występujące w więcej niż jednym pokładzie to złoża wielopokładowe.
Pod względem budowy pokład charakteryzują:
- grubość (miąższość)– najkrótsza odległość między stropem a spągiem. Ze względu na grubość pokłady dzielą się na[1]:
  - cienkie,
  - średnie,
  - grube;
- kąt nachylenia – kąt, jaki tworzy płaszczyzna stropu lub spągu z płaszczyzną poziomą. Ze względu na kąt nachylenia pokłady dzielą się na:
  - poziome lub prawie poziome (do 10°),
  - słabo nachylone (α = 10°–35°),
  - silnie nachylone (α = 35°–45°),
  - strome (powyżej 45°);
- rozciągłość – krawędź przecięcia stropu lub spągu z płaszczyzną poziomą;
- upad – kierunek prostopadły do rozciągłości skierowany w dół;
- wznios – kierunek prostopadły do rozciągłości skierowany w górę.